# Поріг болю
Поріг болю або больовий поріг — це точка вздовж кривої збільшення сприйняття подразника, при якій біль починає відчуватися. Це абсолютно суб’єктивне явище. Необхідно розрізняти стимул (зовнішню річ, яку можна безпосередньо виміряти, наприклад, за допомогою термометра), і спричинене болем сприйняття людиною або твариною (внутрішню, суб'єктивну річ, яку іноді можна виміряти опосередковано, наприклад, за допомогою візуальної аналогової шкали ). Хоча документ IASP визначає "больовий поріг" як "мінімальну інтенсивність стимулу, який сприймається як хворобливий", далі йдеться (суперечливо в письмі, хоча і не за духом), що:
Традиційно поріг часто визначали, як ми його визначали раніше, як найменшу інтенсивність стимулу, при якій суб’єкт сприймає біль. Правильно визначений поріг — це дійсно досвід пацієнта, тоді як виміряна інтенсивність — це зовнішня подія. Для більшості дослідників болю було поширеним визначення порогу з точки зору стимулу, і цього слід уникати... Стимул не є болем (q.v.) і не може бути мірою болю.
Незважаючи на те, що формулювання може не передати його ідеально, чітко мається на увазі вищезгадане розрізнення між стимулом та його сприйняттям. Таким чином, інтенсивність, з якою стимул (наприклад, тепло, тиск) починає викликати біль, називається окремим терміном — пороговою інтенсивністю. Отже, якщо гаряча плитка на шкірі людини починає боліти при 42 °C (107 °F), це є пороговою температурою болю для цієї ділянки шкіри в той час. Це не больовий поріг (який є внутрішнім/суб’єктивним), а температура, при якій больовий поріг перетнуто (який є зовнішнім/об’єктивним).
Інтенсивність, з якою стимул починає викликати біль, змінюється від людини до людини та з плином часу.

## Тепло
Температура, при якій тепло стає болючим для одержувача, називається порогом теплового болю для цієї людини в той час. Одне дослідження показало, що люди, орієнтовані на ранок (morning-oriented), мають більш високий поріг болю для тепла порівняно з людьми, орієнтованими на вечір.

## Слух
Тиск, при якому звук стає болючим для слухача, є тиском порогового болю для цієї людини в той час. Пороговий тиск звуку змінюється в залежності від частоти і може залежати від віку. Люди, які зазнали більшого шуму/музики, зазвичай мають більш високий пороговий тиск. Зсув порога також може спричинити зміну порогового тиску. Тривалий вплив звуку на рівнях, що викликають біль, може завдати фізичних ушкоджень, що потенційно може призвести до погіршення слуху.
Гучність — загальний термін для амплітуди звуку або рівня звукового тиску. У літературі зустрічаються різні значення порогового тиску болю (pain threshold pressure level) та тиску больового порогу(pain threshold pressure):
| Поріг болю             | Поріг болю    | Поріг болю |
| ---------------------- | ------------- | ---------- |
| Рівень звукового тиску | Звуковий тиск |            |
| 120 dBSPL              | 20 Па         |            |
| 130 dBSPL              | 63 Па         |            |
| 134 dBSPL              | 100 Па        |            |
| 137,5 dBSPL            | 150 Па        |            |
| 140 dBSPL              | 200 Па        |            |

## Дивись також
- Абсолютний поріг слуху
- Долориметр — прилад для вимірювання больового порогу
- Лімен — поріг сприйняття
- Фон
- Соне
- Закон Вебера-Фехнера про різницю між стимулом і відчуттям